# ای‌بی‌سی (استرالیا)
ای بی سی استرالیا به انگلیسی:(ABC شناخته می‌شود به ABC1)یک شبکه ملی تلویزیونی در استرالیا است. این کانال در ۵ نوامبر ۱۹۵۶ با مسئولیت بخش تلویزیونی ABC آغاز به کار کرد و در سطح کشور استرالیا قابل دسترس شد. دفتر مرکزی ABC در اولتیمو واقع در حومه شهر سیدنی واقع در نیو ساوت ولز است.